# Рабдовіруси
Рабдові́руси (Rhabdoviridae) – родина РНК-вмісних вірусів.

## Загальні відомості
Мають спіральну симетрію та форму циліндра, зазвичай закругленого з одного боку, плоского з іншого та порожнього всередині. Розміри віріонів 200—300 нм у довжину та до 70 нм у діаметрі. Містять одноланцюгову (-)РНК, молекулярна маса коливається від 3,5 до 4,5 мегадальтон. РНК-геном транскрибується на кілька видів і-РНК, які кодують структурні протеїни вірусу. Нуклеокапсид містить РНК-залежну РНК-полімеразу та має інфекційні властивості. Зовні він вкритий ліпопротеїдною оболонкою, на якій знаходяться пепломери (мають вигляд ворсинок). Пепломери мають довжину до 10 нм та утворені молекулами глікопротеїдів. Усі вивчені віруси мають у своєму складі п'ять білків.
У процесі морфогенезу рабдовірусів можуть утворюватись так звані Т-частинки (dsl англ. truncated — усічений). Це неповноцінні віріони, які не відрізняються за хімічним складом від повних В-частинок (dsl англ. bullet-shaped — кулеподібні), але містять менше нуклеїнової кислоти. Такі частинки неінфекційні, але беруть участь у вірусній інтерференції.
Рабдовірусів поділяють на дві великі групи — віруси рослин та тварин. Віруси, які спричинюють захворювання у тварин, мають кулеподібну форму. Група включає роди Vesiculovirus та Lyssavirus, а також віруси, що не віднесені до певного роду. Віруси з роду Lyssavirus спричинюють захворювання людини та тварин у вигляді своєрідного енцефаліту, зокрема вірус сказу. Віруси, що спричинюють захворювання рослин, мають бацилоподібну форму (віріон циліндричний та плоский з обох боків). Група включає близько 50 видів.

## Класифікація
Роди
- Vesiculovirus
- Lyssavirus
- Ephemerovirus
- Cytorhabdovirus
- Nucleorhabdovirus
- Novirhabdovirus